# کالوین بوث
کالوین بوث (انگلیسی: Calvin Booth؛ زادهٔ ۷ مهٔ ۱۹۷۶) بازیکن بسکتبال اهل ایالات متحده آمریکا است.

## فعالیت ورزشی

### باشگاهی
از باشگاه‌هایی که در آن بازی کرده‌است می‌توان به ساکرامنتو کینگز، مینه‌سوتا تیمبرولوز، سیاتل سوپرسانیکس، دالاس ماوریکس، میلواکی باکس، و فیلادلفیا سونتی‌سیکسرز اشاره کرد.

## جوایز
وی در مسابقات کشوری و بین‌المللی در مجموع برندهٔ ۲ مدال طلا شده‌است.